# Orlikowo
Orlikowo – wieś w Polsce, położona w województwie podlaskim, w powiecie łomżyńskim, w gminie Jedwabne
Orlikowo położone jest ok. 6 km na północny zachód od Jedwabnego.
Wierni kościoła rzymskokatolickiego należą do parafii św. Jakuba Apostoła w Jedwabnem.

## Integralne części wsi
| SIMC    | Nazwa      | Rodzaj    |
| ------- | ---------- | --------- |
| 0398362 | Grupka     | część wsi |
| 0398379 | Łopata     | część wsi |
| 0398385 | Zakosacz   | część wsi |
| 0398391 | Zaolszynie | część wsi |

## Historia
Wieś z połowy XV wieku. W 1443 roku książę mazowiecki Władysław I darował braciom Janowi i Piotrowi z Mianowa 20 włók ziemi położonych nad strumieniem Orlikowo. Założona tam wieś została nazwana Orlikowem. Piotr z Mianowa zaczął używać nazwiska Orlikowski już około 1480 roku.
Prywatna wieś szlachecka położona była w drugiej połowie XVI wieku w powiecie wiskim ziemi wiskiej województwa mazowieckiego.
W 1784 roku wieś była zaściankiem szlacheckim, zamieszkanym przez następujące rodziny:
- Mroczkowscy
- Ramotowscy
- Supieńscy

W czasach zaborów w granicach Imperium Rosyjskiego. W latach 1921–1939 wieś leżała w województwie białostockim, w powiecie kolneńskim, w gminie Jedwabne.
Według Powszechnego Spisu Ludności z 1921 roku wieś zamieszkiwało 271 osób, 270 było wyznania rzymskokatolickiego a 1 mojżeszowego. Jednocześnie 270 mieszkańców zadeklarowało polską przynależność narodową a 1 żydowską. Były tu 52 budynki mieszkalne. Miejscowość należała do parafii rzymskokatolickiej w Jedwabnem. Podlegała pod Sąd Grodzki w Stawiskach i Okręgowy w Łomży; właściwy urząd pocztowy mieścił się w Jedwabnem.
W wyniku napaści ZSRR na Polskę we wrześniu 1939 miejscowość znalazła się pod okupacją sowiecką. 2 listopada została włączona do Białoruskiej SRR. 4 grudnia 1939 włączona do nowo utworzonego obwodu białostockiego. Od czerwca 1941 roku pod okupacją niemiecką. 22 lipca 1941 r. włączona w skład okręgu białostockiego III Rzeszy.
W latach 1975–1998 miejscowość administracyjnie należała do województwa łomżyńskiego.

## Zabytki
W Orlikowie, podobnie jak w Jedwabnem znajduje się cmentarz wojskowy z okresu I wojny światowej. W okresie pierwszej wojny światowej przez Jedwabne przebiegała linia frontu niemiecko-rosyjskiego i zabitych żołnierzy niemieckich, głównie Polaków z okolic Poznania, chowano na utworzonym cmentarzu wojskowym. Do dziś zachowały się płyty nagrobne i monument z częściowo zatartymi nazwiskami pochowanych tam żołnierzy i oficerów armii niemieckiej.